# Sigri (entreprise)
Pour les articles homonymes, voir Sigri.
Sigri est le nom d'une vaste plantation de café  de Papouasie-Nouvelle-Guinée et de l'arabica lavé qu'elle produit. Elle se situe près de Mount Hagen. Le café cultivé en Papouasie, y compris dans cette plantation, a été initialement introduit de Jamaïque et est présenté comme un descendant du Blue Mountain. L'altitude est de l'ordre de 1500 mètres. La plantation est de type ombragée, c'est-à-dire que les plants de café cohabitent avec de hauts arbres, une configuration reconnue pour la préservation de la biodiversité, ce qui lui permet de bénéficier d'un label de la Rainforest Alliance. La plantation produit trois types de café, le AA (décrit comme ayant des notes de noix et caramel), le PB (décrit comme possédant des arômes d'orange et rhubarbe)  et le PSC (forte acidité, notes de melon). Les grains sont séchés au soleil.
Le café sigri est commercialisé dans un sac décoré d'un paradisier.

## Production
Sigri appartient au holding WR Carpenter (PNG), qui déclare exporter plus de 80 % du café de Papouasie-Nouvelle-Guinée. Sous les marques Sigri et Bunum Wo, il déclare exporter 1 600 tonnes de café par an, principalement en France et en Allemagne ainsi qu'aux US.